# Sint-Sebastiaankerk (Lobberich)
De Sint-Sebastiaankerk (Sankt Sebastiankirche) is een neoromaans kerkgebouw in de Duitse plaats Lobberich, Noordrijn-Westfalen. De kerk vertoont grote overeenkomsten met de neoromaanse Sint-Aloysiuskerk in Iserlohn en in mindere mate met de eveneens neoromaanse Nieuwe Mariadom te Hamburg.

## Geschiedenis
Nadat de oude kerk ondanks een aanbouw in 1818 wederom te klein werd besloot men tot de bouw van de neoromaanse kerk. Halverwege oktober 1893 werd de nieuwbouw ingewijd.
Na de voltooiing werd het interieur beschilderd, het kreeg in 1901 een kansel en, naar het voorbeeld van de Milanese Sint-Ambrosiuskerk, iets later een baldakijn.
In 1951 werd een bouwvereniging opgericht, die zich inzette voor het herstel van de opgelopen schade in de Tweede Wereldoorlog. Vooral de vensters hadden grote schade opgelopen. Twee in beslag genomen kerkklokken werden niet omgesmolten voor oorlogsdoeleinden en konden aan de parochie teruggegeven worden.
Het Tweede Vaticaans Concilie had in 1976 gevolgen voor het interieur van de Sebastiaankerk. De kansel en de communiebank werden verwijderd en in het midden van de altaarruimte verscheen een volksaltaar. Om de kerk een lichter interieur te geven werden de muren wit geschilderd.
In de periode 1987-1990 werd de kerk na vallend gesteente wegens statische gebreken bij de bouw gesloten. De kerk werd voorzien van een byzantijnse beschildering, waardoor het interieur weer enigszins kleur kreeg.

## Interieur
De bronzen portaaldeuren van de Sebastiaankerk stammen uit 1988. De buitenzijde toont voorstellingen die betrekking hebben op de zonde van mensen zoals de broedermoord, de dans om het gouden kalf en de afwijzing van de verlossing door de kruisdood. De binnenzijde neemt met symbolische voorstellingen afscheid van de bezoeker.
Het interieur is 50 meter lang, het dwarsschip is 30 meter breed en de hoogte bedraagt 20 meter.
De meeste beelden dateren uit de bouwperiode van de kerk in de 18e eeuw. Ouder is een houtgesneden beeld van de heilige Nicolaas (16e eeuw), waarvan de herkomst Nederlands is. Een piëta stamt uit 1400.
Het bekken van het doopvont dateert uit de 12e respectievelijk de 13e eeuw. De sokkel is voorzien van leeuwen en de bronzen deksel met vissen. 
In het koor staat het baldakijn met een tabernakel in de vorm van de brandende braamstruik (1975). Tegelijkertijd met het tabernakel werden het hoofdaltaar, het bronzen kruis, de zetels voor de geestelijken en misdienaren en de ambo geplaatst; ze werden ontworpen en uitgevoerd door Paul Brandenburg. Het noordelijke zijaltaar is gewijd aan de Heilige Maagd, het zuidelijke zijaltaar aan Sint-Jozef. 
In het zuidelijk transept hangt een kruisigingsgroep waarvan het laatgotische Mariabeeld uit circa 1550 dateert. Het Johannesbeeld is barok en stamt uit circa 1700. Daaronder bevindt zich een beeld van Anna te Drieën uit het einde van de 14e eeuw.

## Orgels
Het grote hoofdorgel op de galerij werd in 1967 door de orgelbouwer Koch/Lorenz gebouwd. Daarnaast is er in de kerk nog een koororgel aanwezig. 